# Nová Ves, Liberec
Nová Ves là một làng thuộc huyện Liberec, vùng Liberecký, Cộng hòa Séc.